# Johann-Nepomuk-Kapelle (Pasing)

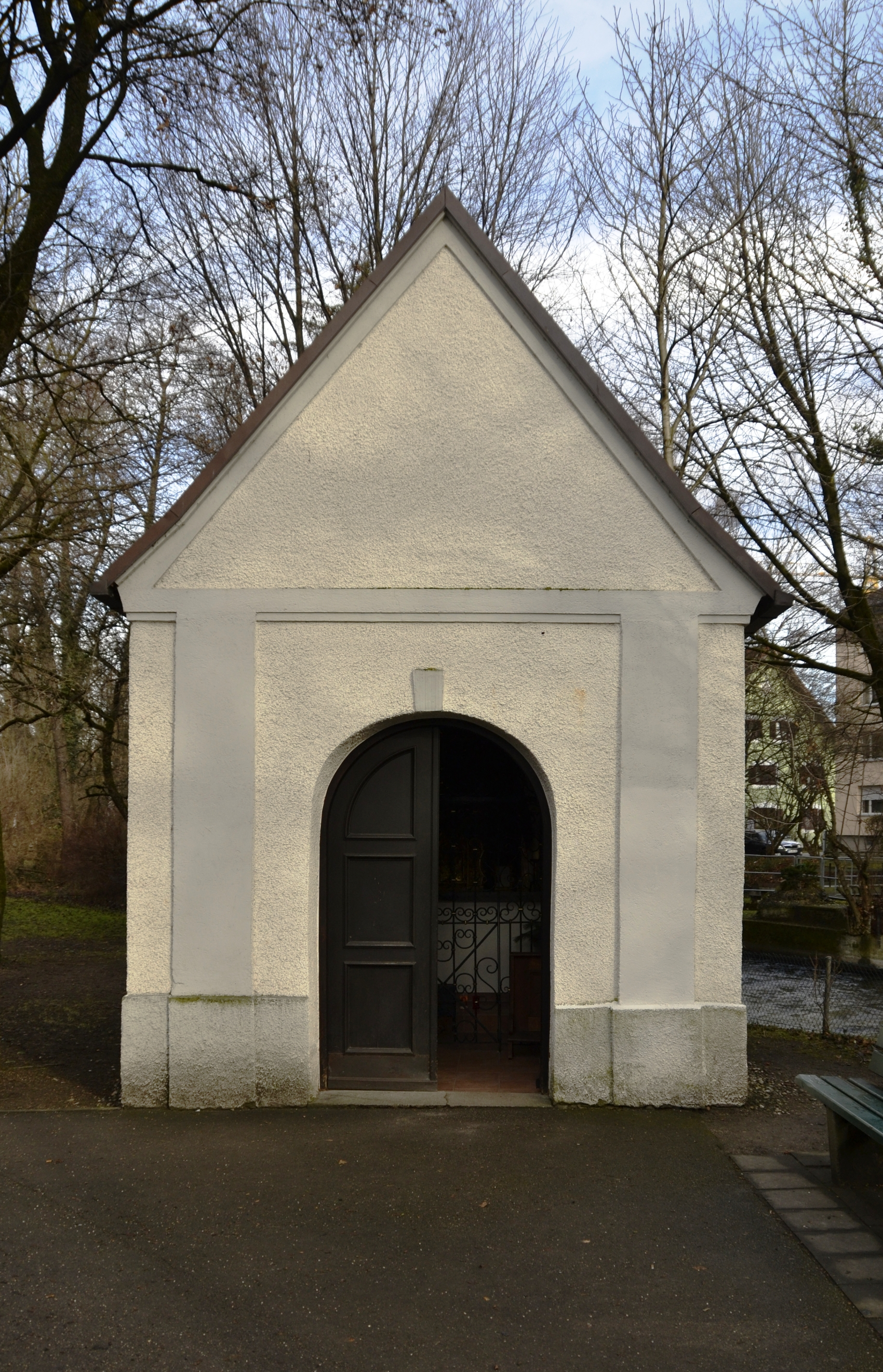
Johann-Nepomuk-Kapelle

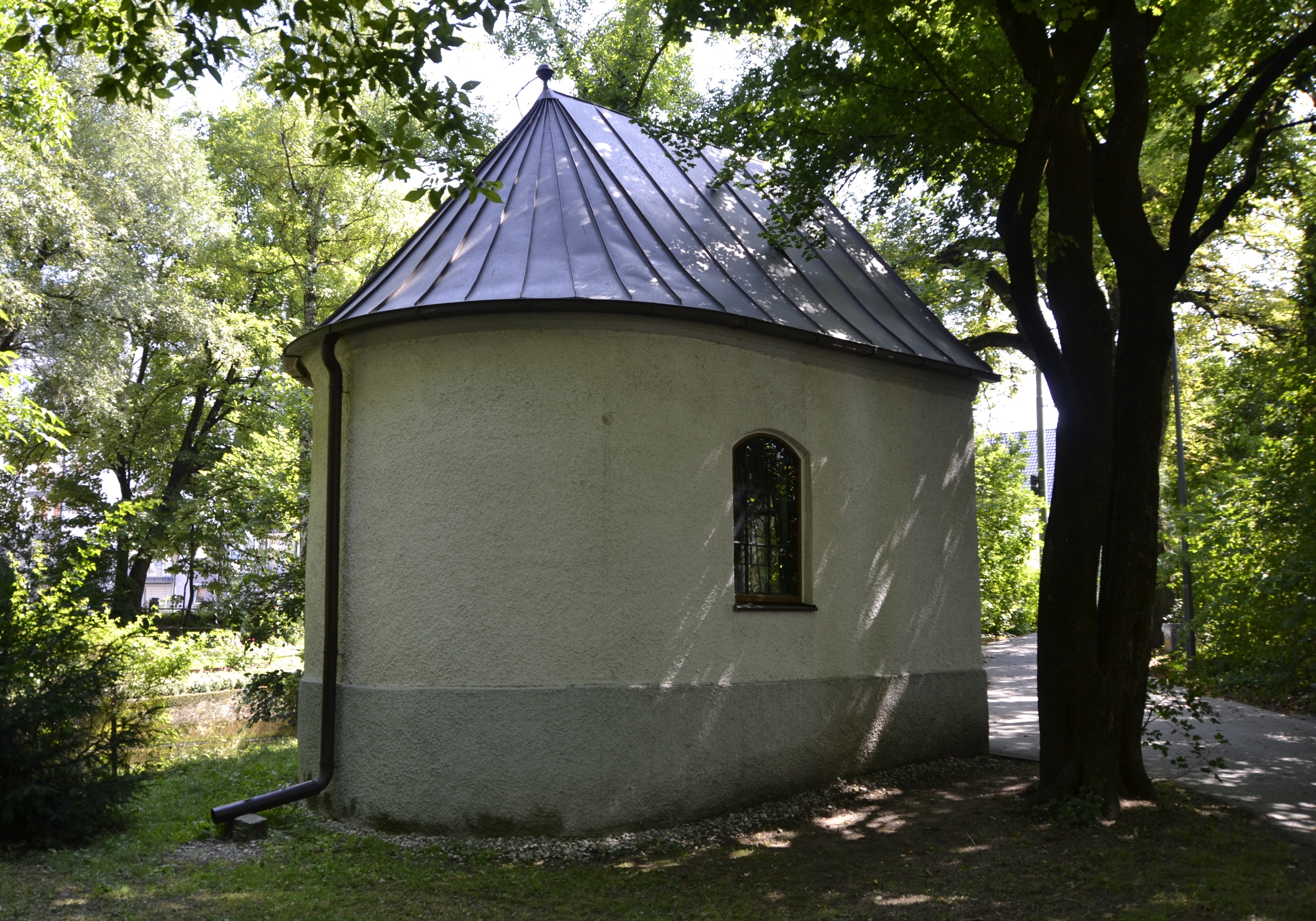
Rückansicht

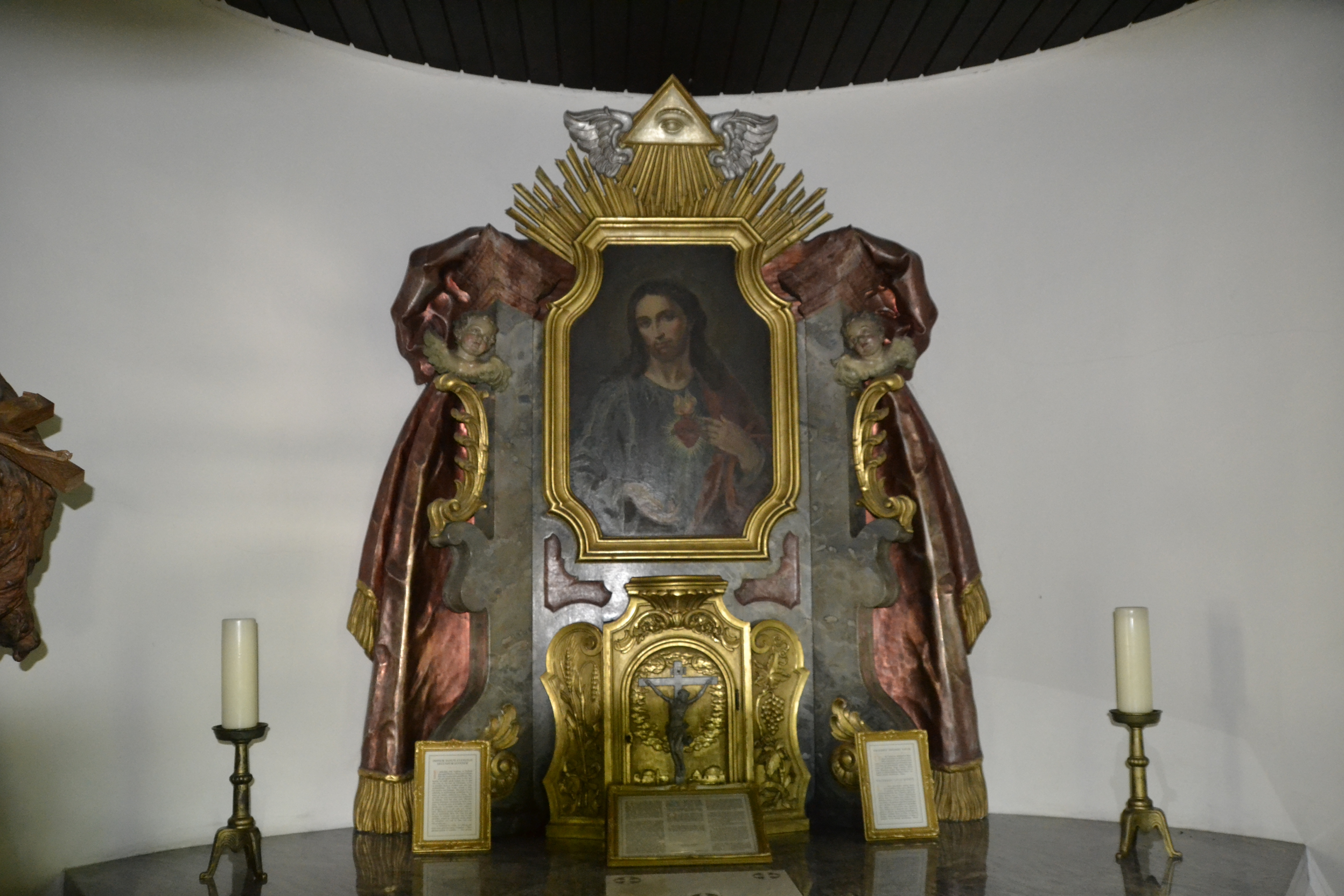
Herz-Jesu-Altar

Die Johann-Nepomuk-Kapelle, benannt nach dem Brückenheiligen Johannes Nepomuk, liegt im Münchner Stadtteil Pasing. Die Kapelle gehört zur Kirchengemeinde Maria Schutz und ist als Baudenkmal in die Bayerische Denkmalliste eingetragen.

## Lage
Die Kapelle liegt am linken Ufer der Würm etwa 20 Meter nördlich der Brücke der Bodenseestraße über den Fluss. Von der Brücke führt ein kleiner Weg zur Kapelle hinunter. Gegenüber der Kapelle zweigt der Nymphenburger Kanal von der Würm ab. Auf der Landzunge zwischen Würm und Kanal liegt etwa 30 Meter nördlich der Kapelle das ebenfalls denkmalgeschützte ehemalige Kanalwärterhäuschen.

## Geschichte
Die Feldkapelle wurde von 1700 bis 1704 erbaut, Stifter war der damalige Graf von Berchem. Nach der Zerstörung im Zweiten Weltkrieg wurde das mit einem provisorischen Dach versehene Gebäude zunächst nicht als Kapelle genutzt. Erst zur 1200-Jahr-Feier von Pasing 1963 wurde die Kapelle wieder in den alten Zustand versetzt. Die letzte Renovierung wurde im Jahr 2000/01 durchgeführt.

## Beschreibung
Die Kapelle ist ein schlichter Bau mit Satteldach und Apsis auf der Nordseite. Der Südfassade sind beidseitig des rundbogigen Eingangs ungegliederte Pilaster vorgelagert, die an einem ebenfalls ungegliederten Giebelfußgesims enden. Die Seitenwände haben je ein Rundbogenfenster. 
Im Inneren steht ein Herz-Jesu-Altar, links daneben eine Nepomuk-Figur aus dem Jahr 1734.